# Sea Fog : Les Clandestins
Pour plus de détails, voir Fiche technique et Distribution.
Sea Fog : Les Clandestins (hangeul : 해무 ; RR : Haemoo, littéralement « Brouillard marin ») est un thriller dramatique sud-coréen co-écrit et réalisé par Shim Sung-bo, sorti en 2014.

## Synopsis
Corée du Sud, 1998, juste après la crise économique asiatique. Pour sauver de la faillite leur vieux bateau de pêche, un capitaine et son équipage se lancent dans le transport de migrants chinois illégaux. Chargé de leur distribuer des vivres, le novice Dong-sik se prend d'affection pour la jeune Hong-mae…

## Fiche technique
- Titre original : 해무
- Titre international : Sea Fog
- Titre français : Sea Fog : Les Clandestins
- Réalisation : Shim Sung-bo
- Scénario : Bong Joon-ho et Shim Sung-bo
- Décors : Lee Ha-joon
- Costumes : Choi Se-yeon
- Photographie : Hong Kyung-pyo
- Montage : Kim Jae-bum et Kim Sang-bum
- Son : Lee Seung-cheol
- Production : Bong Joon-ho, Joh Neung-yeon, Kim Lewis Taewan
- Société de production : Lewis Pictures
- Sociétés de distribution : Next Entertainment World (), Le Pacte ()
- Pays d'origine :  Corée du Sud
- Langue originale : coréen
- Format : couleur - 2,40 : 1 - Dolby Digital - 35 mm
- Genre : Thriller, Drame
- Durée : 111 minutes
- Dates de sortie :
  - Corée du Sud : 13 août 2014
  - France : 28 octobre 2014 (Festival du film coréen à Paris) ; 1er avril 2015 (en salles)

## Distribution
- Kim Yoon-seok : le capitaine Kang Chul-joo
- Park Yoo-chun : le matelot Dong-sik
- Han Ye-ri : Hong-mae, une migrante

## Accueil

### Accueil critique
Jérémie Couston du Télérama souligne que « l’irruption du lyrisme et de la romance dans ce huis clos maritime (inspiré d’une histoire vraie) pourrait paraître artificiel. Il lui donne au contraire des airs d’opéra funèbre » et Benoît Smith du Critikat nous fait savoir que « Shim Sung-bo, dont c’est le premier long métrage, maintient avec succès une tension permanente. […] [Mais] malgré tout son travail d’atmosphère, Shim Sung-bo a du mal à convaincre tout à fait de l’abandon des personnages à leurs bas instincts — c’est-à-dire convaincre qu’il serait dû à autre chose qu’à une mécanique de scénario ».

## Distinctions

### Récompenses
- Blue Dragon Film Awards 2014 :
  - Meilleur jeune acteur
  - Meilleure direction artistique
- Festival international du film d'Hawaï 2014 : Narrative Feature (Meilleur scénario)
- Grand Bell Awards 2014 : Meilleur jeune acteur
- Fantasporto 2015 :
  - Orient Express Section Grand Prize
  - Directors' Week Award (Meilleur réalisateur)

### Nominations
- Blue Dragon Film Awards 2014 :
  - Meilleur jeune réalisateur
  - Meilleure second rôle féminin
  - Meilleur scénario
  - Meilleure photographie
- Festival international du film de Saint-Sébastien 2014 : Meilleur film
- Grand Bell Awards 2014 :
  - Meilleur jeune réalisateur
  - Meilleure second rôle féminin
  - Meilleure photographie
  - Meilleure lumière
- Fantasporto 2015 : Directors' Week Award (Meilleur film)